# Augustin Roux
Augustinus Roux (* 1726 in Bordeaux; † 1. September 1776 in Paris) war ein französischer Arzt und Übersetzer.

## Leben und Wirken
Roux studierte Medizin in seiner Heimatstadt Bordeaux und wurde im Jahre 1750 promoviert. Im Anschluss ging er dann nach Paris, wo er dank der Empfehlung von Montesquieu eine finanzielle Unterstützung von seiner Familie erlangen konnte. Diese war ihm verweigert worden, da er sich nicht für eine kirchliche Berufswahl entscheiden konnte.
Er lernte Englisch und übersetzte mehrere Werke in diese Sprache. Er leitete einen medizinischen Kurs und arbeitete an der Ausarbeitung der Annales typographiques und wurde darüber hinaus als Arzt an der Medizinischen Fakultät von Paris, Faculté de médecine de Paris aggregiert. Im Jahre 1762 wurde er zum Nachfolger von Charles-Augustin Vandermonde (1727–1762) dem Herausgeber des Journals der Medizin, Journal de médecine bestimmt.
Die umfangreichen Kenntnisse der Chemie führte zu seiner Ernennung zum Professor für dieses Fach an der Fakultät im Jahr 1771.
Er gab zwei Artikel in der Encyclopédie (XIII, 906, XV, 607) von Denis Diderot und Jean-Baptiste le Rond d’Alembert. Er war ein regelmäßiger Besucher von Paul Henri Thiry d’Holbachs Salon Coterie holbachique („Holbach’sche Clique“).

## Werke (Auswahl)
- Annales typographiques ou Notice des progrès des connaissances humaines, Paris, 1758–1762, 10 vol, in-8°
- Histoire naturelle, chimique et médicale des corps des trois règnes de la nature
- Recherches historiques et critiques sur les différents moyens qu’on a employés jusqu’à présent pour refroidir les liqueurs, 1758, in-12
- Nouvelle encyclopédie portative ou Tableau général des connaissances humaines, 1766, 2 vol. in-8°
- Dissertation sur la nature de l’esprit de nitre dulcifié, relativement à la dissolution du mercure, 1770, in-8°.